# Булатович, Ивана
Ивана Булатович (черног. Ivana Bulatović; 12 октября 1994, Беране) — черногорская горнолыжница, участница Олимпийских игр 2014 года.

## Биография
Тренируется у своего отца, Зорана, который, по её словам, и поставил её на лыжи, ещё в шестилетнем возрасте.
Учится в Университете Доня Горица.
В спортивной программе на Олимпийских играх в Сочи Ивана выступала в слаломе с итоговым результатом 2 минуты и 12,80 секунд и 44 местом.